# Arsi Harju
Arsi Harju, född 18 mars 1974 i Kurikka, är en finländsk friidrottare (kulstötning) och Unicef-ambassadör.
Harjus första internationella mästerskapsfinal var finalen vid inomhus-VM 1997 då han slutade på en åttonde plats efter att ha stött 20,00. Han blev utslagen i kvalet både vid VM 1997 i Aten och vid VM 1999 i Sevilla. Han blev även bronsmedaljör vid inomhus-EM 1998.
Han deltog vid Olympiska sommarspelen 2000 i Sydney, där han stötte ett nytt personligt rekord på 21,39 i kvaltävlingen och sedan 21,29 i finalen vilket var åtta centimeter längre än vad amerikanen Adam Nelson klarade vilket räckte till olympiskt guld.
Han följde upp segern med att bli bronsmedaljör vid VM 2001 i  Edmonton med en stöt på 20,93. Han sista utomhusmästerskap var EM 2002 i München då han slutade fyra. Samma placering blev det vid VM inomhus 2003.

## Personligt rekord
- Kula - 21,39 meter